# Сімен Вангберг
Сімен Серанет Вангберг (норв. Simen Søraunet Wangberg, нар. 6 травня 1991, Тронгейм, Норвегія) — норвезький футболіст, центральний захисник клубу «Стабек».

## Ігрова кар'єра

### Клубна

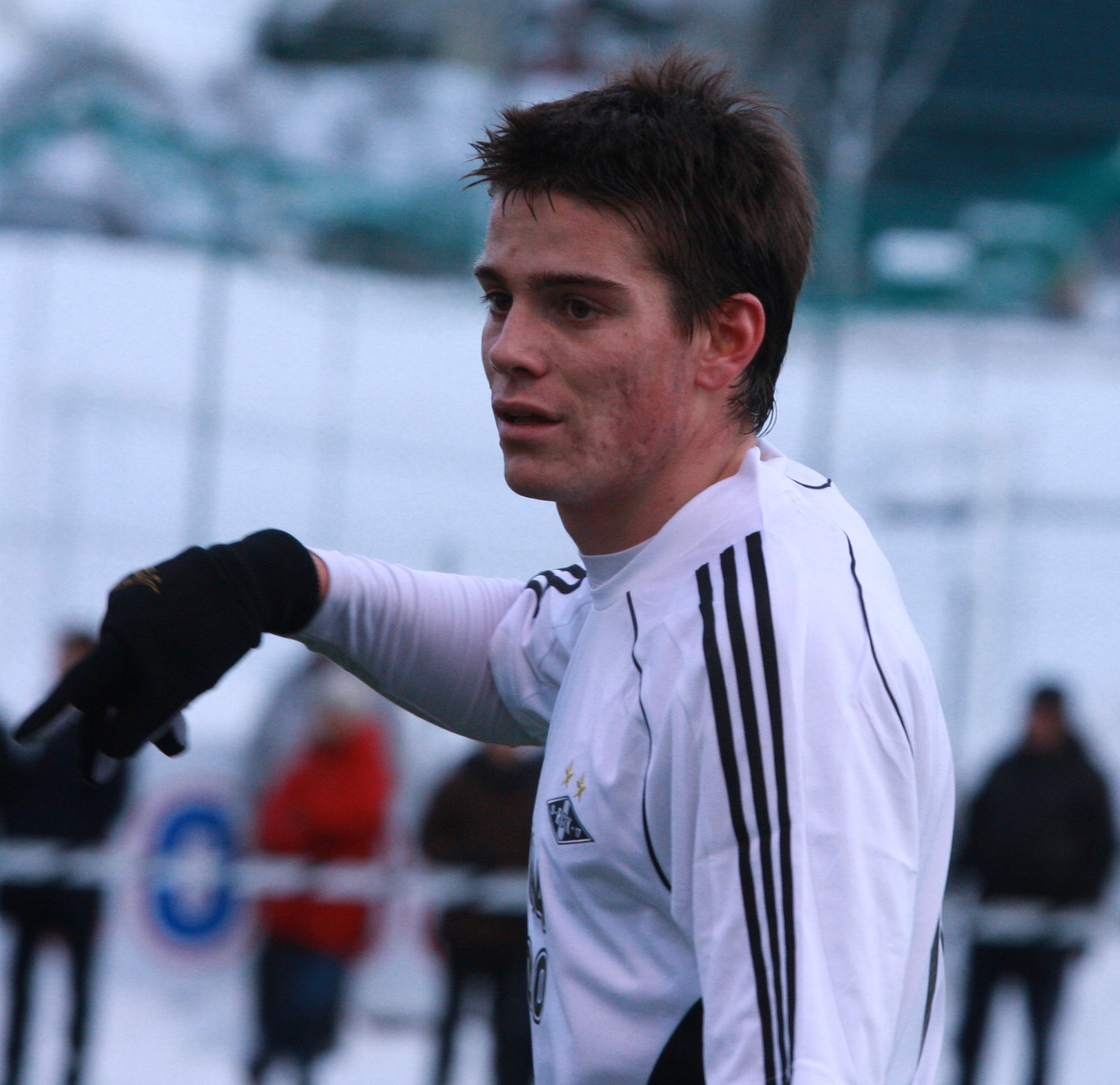
Сімен Вангберг у складі «Русенборга»

Сімен Вангберг народився у місті Тронгейм і у 2008 році приєднався до футбольної академії місцевого клубу «Русенборг». Вже з 2009 року захисник став гравцем основного складу команди і дебютував на вищому рівні у кубковому матчі проти «Йовіка». У вересні 2009 року Вангберг зіграв першу гру у турнірі Тіппеліги і у свій перший сезон в команді виграв титул чемпіона Норвегії. Наступного сезону у складі «Русенборга» Вангберг знову виграв чемпіонат країни. Частину сезону 2011 року для набору ігрової практики захисник провів в оренді у клубі Другого дивізіону Норвегії «Рангейм».
Влітку 2012 року Вангберг перейшов до складу «Бранна», де провів два сезони, а в лютому 2014 року перейшов до клубу з Другого дивізіону «Тромсе». Вже в першому сезоні у новій команді Вангберг разом з «Тромсе» виборов право на підвищення до Елітсерії. Після цього у складі своєї команди футболіст ще одного разу вилітав до Другого дивізіону та повертався до еліти. Загалом за час, проведений у «Тромсе» Вангберг провів понад 200 матчів.
У травні 2021 року як вільний агент Вангберг перейшов до клубу «Стабек», у складі якого вилетів з Елітсерії та одразу і повернувся до вищого дивізіону.

### Збірна

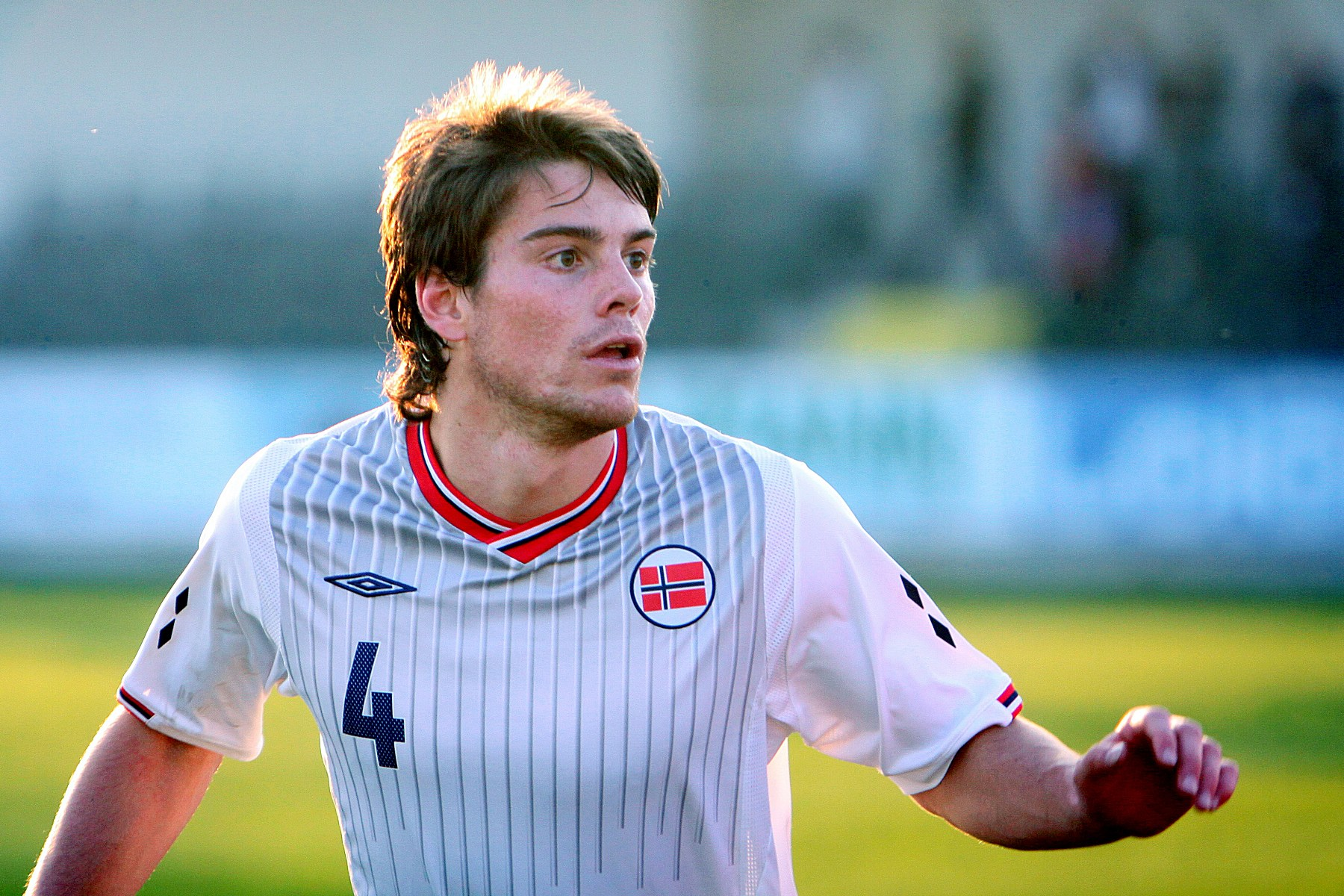
Сімен Вангберг в молодіжній збірній Норвегії

Сімен Вангберг провів кілька матчів у складі молодіжної збірної Норвегії.

## Титули
Русенборг
 Чемпіон Норвегії (2): 2009, 2010